# Przemysław van Auschwitz
Przemysław van Auschwitz (circa 1362 - Rybnik, 1 januari 1406) was van 1404 tot 1406 hertog van de helft van Glogau en Steinau en van 1405 tot 1406 hertog van Auschwitz. Hij behoorde tot de Silezische tak van het huis Piasten.

## Levensloop
Przemysław was de oudste zoon van hertog Przemysław I Noszak van Teschen en diens echtgenote Elisabeth, dochter van hertog Bolesław van Bytom. 
Op 23 juni 1404 kreeg hij van zijn vader de helft van de districten Glogau en Steinau toegewezen, wat het begin van zijn zelfstandige regering betekende. Nadat hertog Jan III van Auschwitz in 1405 zonder nakomelingen stierf, ging het hertogdom Auschwitz naar het hertogdom Teschen. Kort nadien kreeg Przemysław van zijn vader dit hertogdom toegewezen. 
De goede regering van Przemysław over Auschwitz kwam op 1 januari 1406 plots ten einde toen Przemysław in de stad Rybnik door ene Martin Chrzan werd vermoord. Deze moord gebeurde zeer waarschijnlijk in opdracht van hertog Jan II van Troppau-Ratibor, die een persoonlijke vete had met hertog Przemysław I Noszak van Teschen.
Na zijn dood ging de helft van de districten Glogau en Steinau terug naar zijn vader, terwijl het hertogdom Auschwitz werd geërfd door zijn minderjarige zoon Casimir I. Przemysław werd bijgezet in de Dominicanenkerk van Teschen.

## Huwelijk en nakomelingen
Przemysław was gehuwd met een vrouw wier identiteit onbekend gebleven is. Ze kregen een zoon:
- Casimir I (1396-1434), hertog van Auschwitz